# Badstube (Großlage)

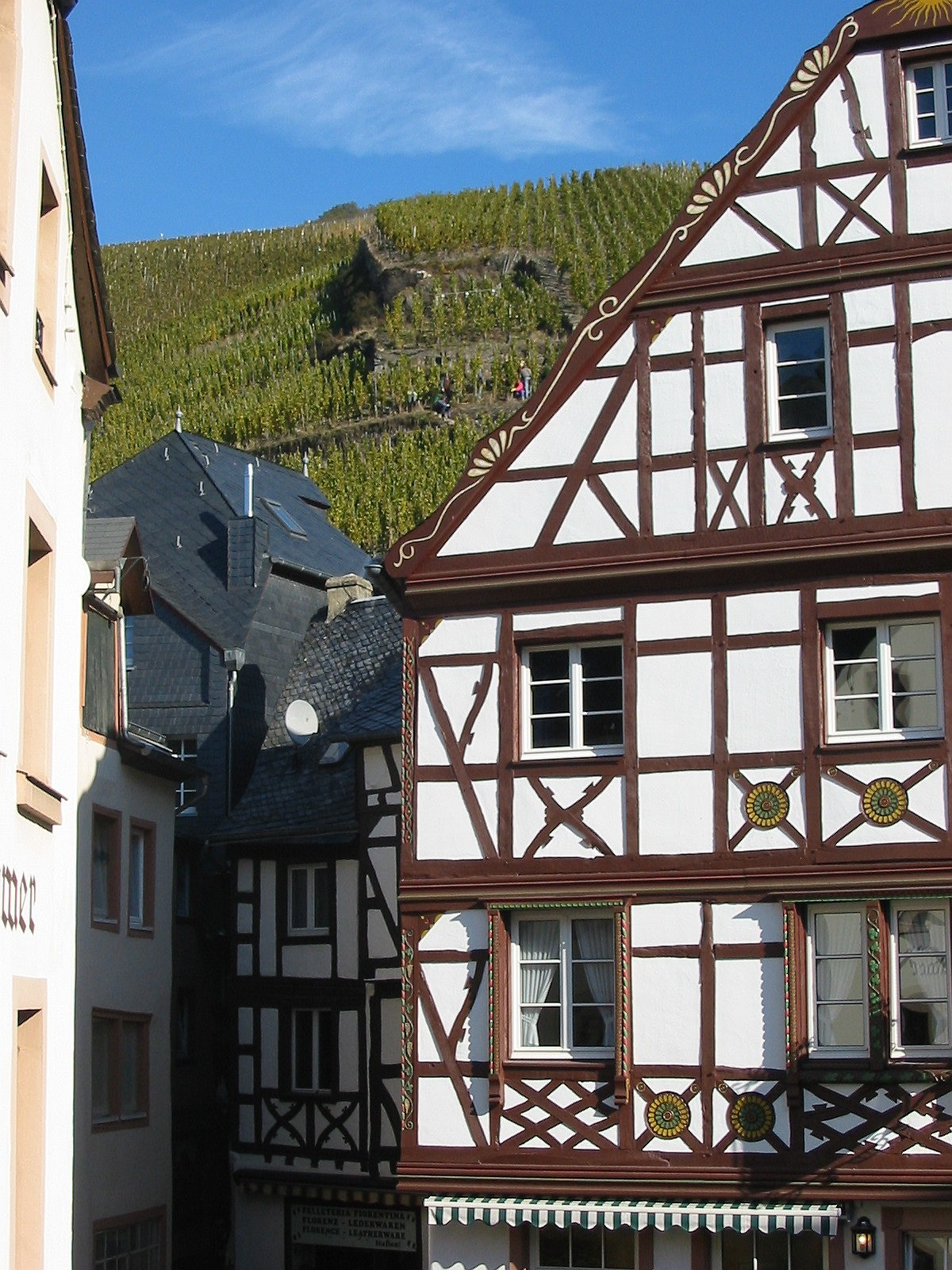
Riesling-Weinberge der Badstube; hier: Bernkasteler Doctor

Die Badstube oder auch Bernkasteler Badstube ist eine 68 Hektar umfassende Großlage im deutschen Weinbaugebiet Mosel.
Ihre Einzellagen, überwiegend im Steilhang, befinden sich ausschließlich auf dem Gebiet des Bernkastel-Kueser Stadtteils Bernkastel. Damit ist die Badstube eine der wenigen deutschen Großlagen, die sich nicht über mehrere Ortsgemeinden erstrecken. In der Badstube liegt auch der Bernkasteler Doctor.

## Einzellagen
Die Großlage Badstube zählt zum Bereich Bernkastel und besteht aus folgenden Einzellagen:
Bernkastel
- Lay
- Matheisbildchen
- Bratenhöfchen
- Graben
- Doctor
- Alte Badstube am Doctorberg